# John Anthony Hepworth
John Anthony Hepworth (Adelaide, 23 de março de 1944 - 1 de dezembro de 2021) foi um padre católico e bispo anglicano da Austrália. A partir de 1998, foi Bispo da Diocese da Austrália na Igreja Católica Anglicana na Austrália, que faz parte da Comunhão Anglicana Tradicional. De 2003 a 2012 foi Primaz da Comunhão Anglicana Tradicional (TAC), que não está em plena comunhão com a Comunhão Anglicana. 

## Biografia
Em 1968, Hepworth foi ordenado padre católico romano na Arquidiocese de Adelaide. Em 1976 ingressou na Igreja Anglicana da Austrália. De 1977 a 1978 foi capelão da paróquia de Colac e de 1978 a 1980 reitor de South Ballarat com sede em Sebastopol perto de Ballarat. Após se converter à Igreja Católica Anglicana na Austrália em 1992 por se opor à introdução da ordenação de mulheres na comunhão anglicana, foi consagrado bispo em 1996. Em 1998 ele finalmente se tornou bispo diocesano da Diocese da Austrália e em 2002 sucedeu Louis Falk como Arcebispo e Primaz da Comunhão Anglicana Tradicional.
Hepworth formou-se em Ciências Políticas e recebeu o título de Bacharel em Artes pela Universidade de Adelaide em 1982 com uma tese sobre a Ação Católica, intitulada The Movement Revisited: A South Australian Perspective. Mais tarde, ele recebeu seu doutorado. Ele foi professor de Ciência Política na Northern Territory University por cinco anos antes de se tornar Coordenador de Estudos Internacionais na University of South Australia. Em 1998, ele foi eleito para a Convenção Constitucional Australiana como membro dos Australianos pela Monarquia Constitucional. Ele foi anteriormente presidente do Comitê de Direitos Humanos Austrália-Vietnã no sul da Austrália.
Hepworth era ouvido regularmente na estação de rádio 5AA de Adelaide, onde atuou como comentarista político no programa conservador Leon Byner Show.
Hepworth disse que foi vítima de abuso sexual na Igreja Católica Romana na Austrália durante as décadas de 1960 e 1970. Ele alegou que foi violado em inúmeras ocasiões por três padres durante os seus estudos no seminário e que a Igreja Católica não seguiu o devido processo legal.
Como Primaz, Hepworth redigiu a petição de Portsmouth de 2007 à Congregação para a Doutrina da Fé, buscando “uma maneira comunitária e eclesial de sermos católicos anglicanos em comunhão com a Santa Sé, ao mesmo tempo valorizando a plena expressão da fé católica e valorizando nossa tradição dentro da qual chegamos a este momento”. Hepworth defendeu a plena comunhão da Comunhão Anglicana Tradicional com a Igreja Católica Romana e foi fundamental para estabelecer o Ordinariato Pessoal de Nossa Senhora do Cruzeiro do Sul na Austrália.
Em 1 de março de 2012, o Colégio de Bispos da TAC anunciou a aceitação, com efeito imediato, da renúncia do Arcebispo Hepworth como primaz e a nomeação do Arcebispo Samuel Prakash como primaz interino. O colégio de bispos também fez saber que a TAC não aceitaria a oferta feita aos anglicanos pela Santa Sé.
Casado duas vezes, Hepworth teve três filhos e morava no subúrbio de Blackwood, em Adelaide, no sul da Austrália.
Foi ativo na política do Partido Liberal da Austrália e foi presidente do Conselho Eleitoral Federal Liberal de Boothby, cargo do qual renunciou em 2021 após ser diagnosticado com doença do neurônio motor.
Hepworth faleceu em 1º de dezembro de 2021, em Adelaide. Dois dias antes de sua morte, reconciliou-se com a Igreja Católica Romana e também foi reconhecido como um padre de boa reputação. Ele faleceu em decorrência de complicações decorrentes de uma doença do neurônio motor.